# Marianne Bernadotte
Gullan Marianne Bernadotte, född Lindberg den 15 juli 1924 i Helsingborg, död 16 maj 2025 i Stockholm, var en svensk skådespelare och filantrop, luxemburgsk grevinna genom giftermål med formgivaren Sigvard Bernadotte, greve af Wisborg, som var andre son till kung Gustaf VI Adolf. Som aktris verkade hon under namnen Marianne Lindberg och Marianne Tchang-Lindberg.

## Utbildning och yrkesliv
Marianne Bernadotte började som Marianne Lindberg framträda på scen på Fredriksdalsteatern i tonåren, gick Dramatens elevskola 1945–1948 och förblev verksam på Dramaten fram till 1956. Under sina elva år där arbetade hon med framstående skådespelare och regissörer såsom Olof Molander, Mimi Pollak, Ingmar Bergman, Alf Sjöberg och Göran Gentele. Hon medverkade även i filmer som Kulla-Gulla (1956), Ett dockhem (1956) och Nils Poppe-filmen Lejon på stan (1959). Mellan terminerna på Dramaten arbetade hon bland annat som bussvärdinna på turer till Tyskland och Frankrike.
Sedan hon 1961 gift sig med Sigvard Bernadotte och utbildats av NK blev hon avdelningschef där i tre år. I slutet av 1970-talet började Marianne Bernadotte studera vid Stockholms universitet och 1983 avlade filosofie kandidatexamen på kulturvetarlinjen med konstvetenskap som huvudämne. Hon var också internationell representant för Sotheby's auktionshus.

## Familj
Marianne Bernadotte föddes 1924 i Helsingborg som dotter till kapellmästaren Helge Lindberg (1898–1978) och Thyra, född Dahlmann (1900–1995). Föräldrarna skilde sig redan 1933 och modern tog därefter hand om dottern Marianne och sonen Rune Lindberg som led av dyslexi. Bernadotte har uttryckt beundran för sin mor, som stod ensam med två barn och varit Bernadottes förebild i livet, men även förståelse för faderns behov av att bryta upp från äktenskapet. Han lämnade familjen helt när hon var 10 år gammal. En halvsyster till Bernadotte genom honom var gift med hotellägaren Bicky Chakraborty.
Åren 1948–1960 var hon gift med direktör Gabriel "Toto" Tchang (1919–1980), son till diplomaten Tchang Tsou Seng, och fick med honom tre barn: Robert Gabriel "Bobbe" (1948–2012), Richard Antoine (1950–1952) och Marie Gabrielle "Marielle" (född 1953), gift Lagergren. Andre sonen avled drygt ett år gammal av en vaccineringskomplikation.
År 1961 gifte Marianne Tchang-Lindberg om sig med greve Sigvard Bernadotte som hon träffat i Båstad. Genom sina vänner Pierre Balmain och den danske kläddesignern Erik Mortensen (som efter den förres död tog över Balmain) blev Marianne Bernadotte väl förtrogen med haute couture i Paris. Med andre maken kungasonen har hon sagt att hon hade gemensamt, förutom intresset för design och hälsovård, även att de båda mist en förälder i barndomen - "saknaden är en stark förnimmelse som man bär med sig hela livet". I äktenskapet med honom föddes inga barn (han hade en son i ett tidigare gifte), och 2002 blev hon änka.

## Engagemang

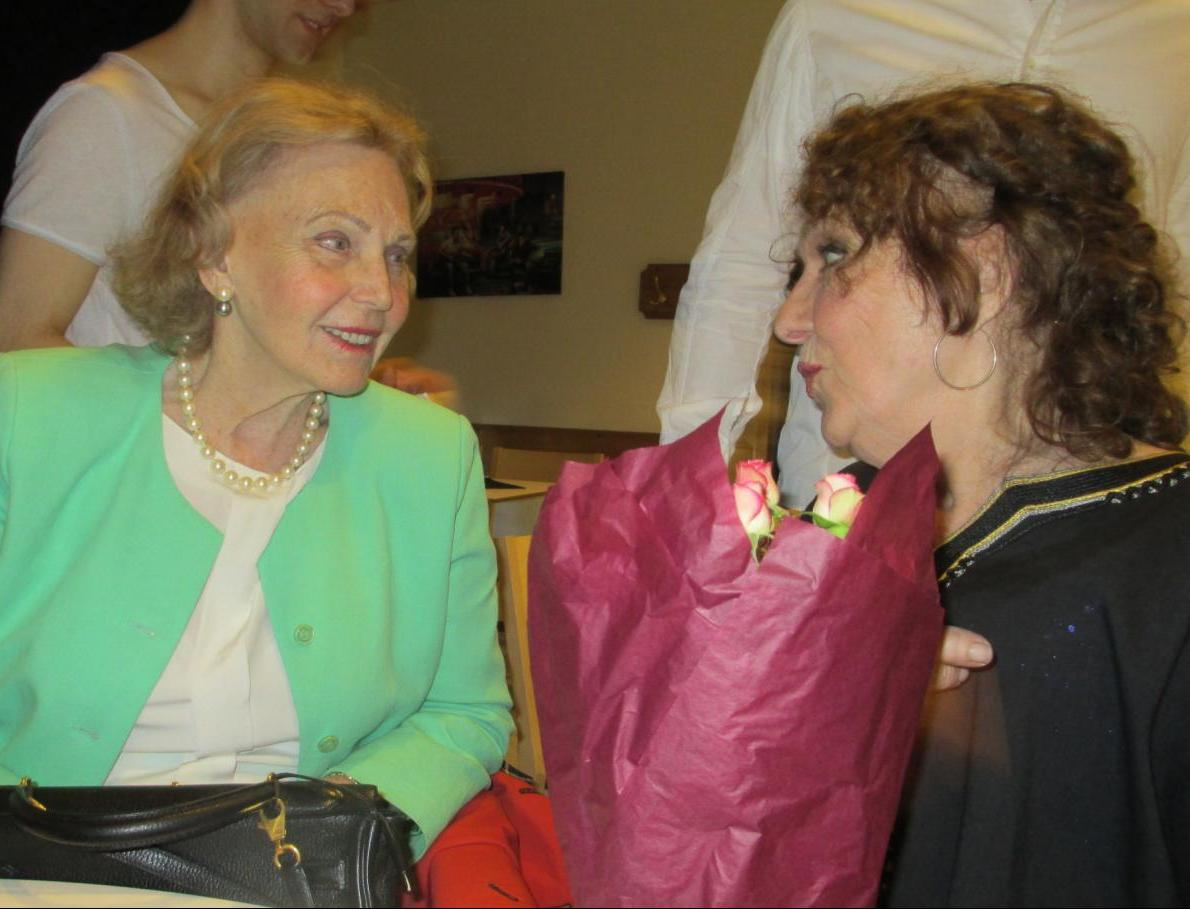
Bernadotte möter sin tidigare Dramaten-kollega Gunvor Pontén i Stockholm 2015.

Marianne Bernadotte var länge känd för sitt arbete med ämnen såsom dyslexi, fysiska funktionsnedsättningar, barnögonvård, sjukvård och som beskyddare av konst. Bland annat med hjälp av Stadsbrudskåren, grundad av väninnan Chris Platin, fick hon ihop stora summor pengar till välgörenhet. Hon var själv grundare av Sigvard och Marianne Bernadottes Forskningsstiftelse för Barnögonvård (eng. International Research Foundation for Children's Eye Care), Marianne Bernadottes stipendiefond för framstående forskning kring dyslexi och utbildning och Stiftelsen Marianne och Sigvard Bernadottes Konstnärsfond.
Hon utnämndes till medicine hedersdoktor av Karolinska institutet 1998 för sitt engagemang för forskning inom dyslexi och barnoftalmologi. Under 2006 blev hon också utsedd till hedersdoktor av Universitetet i Bologna för sitt bidrag till forskning kring dyslexi. Med Sigvard Bernadotte var hon engagerad i ögonsjukvården. Hon ägnade sig även åt frågor gällande personer med funktionsnedsättningar och var bland annat med och drev fram permobilen.
1986 utgavs Bernadottes memoarbok Glimtar och scener. I juli 2014 fick hon goda recensioner efter att ha framträtt som sommarvärd i Sveriges Radio på sin 90-årsdag.Under 2000-talet grundades Sigvard och Marianne Bernadottes forskningslaboratorier för barn vid Karolinska Institutet och S:t Eriks sjukhus.

## Död
Marianne Bernadotte avled den 16 maj 2025 omgiven av sina närmast anhöriga på ett äldreboende på Gärdet i Stockholm.

## Filmografi
- 1945 – Lidelse
- 1956 – Ett dockhem
- 1956 – Kulla-Gulla
- 1959 – Lejon på stan

## Teater

### Roller
| År   | Roll                             | Produktion                                                         | Regi                | Teater              |
| ---- | -------------------------------- | ------------------------------------------------------------------ | ------------------- | ------------------- |
| 1946 | Annie                            | Pappa Russel Crouse                                                | Stig Torsslow       | Dramaten 1946-10-24 |
| 1946 | gäster på "Gula Papegojan"       | Robinson och Kungen Friedrich Forster                              | Rudolf Wendbladh    | Dramaten 1946-10-31 |
| 1946 | en husjungfru                    | Mannen och hans överman George Bernard Shaw                        | Göran Gentele       | Dramaten 1946-11-30 |
| 1947 | den magra damen                  | Emil och detektiverna Erich Kästner                                | Sven-Eric Carlson   | Dramaten 1947-04-24 |
| 1947 | Susan Brady, flicka från byn     | Hjälten på den gröna ön John Millington Synge                      | Göran Gentele       | Dramaten 1947-09-05 |
| 1947 | Amelia, Bernardas dotter         | Bernardas hus Federico Garcia Lorca                                | Alf Sjöberg         | Dramaten 1947-11-01 |
| 1948 | kloka Elsa                       | Pecks äventyr Kaja Widegren                                        | Arne Ragneborn      | Dramaten 1948-01-29 |
| 1948 | fru Zakrisson                    | Sonens återkomst Marika Stiernstedt                                | Rune Carlsten       | Dramaten 1948-10-01 |
| 1948 | Ida, serveringsflicka, pingstvän | Lekpaus Lars Ahlin                                                 | Rudolf Wendbladh    | Dramaten 1948-12-15 |
| 1949 | en gumma                         | Lycko-Pers resa August Strindberg                                  | Göran Gentele       | Dramaten 1949-02-25 |
| 1949 | Rote Flink                       | Sanningens pärla Zacharias Topelius                                | Keve Hjelm          | Dramaten 1949-10-18 |
| 1949 | Inga Nilsson                     | Streber Stig Dagerman                                              | Göran Gentele       | Dramaten 1949-11-23 |
| 1950 | Lilly Walldén                    | Den bergtagna Victoria Benedictsson                                | Olof Molander       | Dramaten 1950-02-22 |
| 1951 | Lisa                             | Det lyser i kåken Björn-Erik Höijer                                | Ingmar Bergman      | Dramaten 1951-04-14 |
| 1951 | första hovdamen                  | Diamanten Friedrich Hebbel                                         | Rune Carlsten       | Dramaten 1951-09-07 |
| 1951 | skökan                           | Mäster Olof August Strindberg                                      | Alf Sjöberg         | Dramaten 1951-10-26 |
| 1951 | Merit                            | Kalla mig Ismael Per E Rundqvist                                   | Mimi Pollak         | Dramaten 1951-12-28 |
| 1952 | Harlekina                        | Harlekino och Harlekina Else Fisher                                | Kurt-Olof Sundström | Dramaten 1952-05-05 |
| 1952 | Maria Antonovna                  | Revisorn Nikolaj Gogol                                             | Rune Carlsten       | Dramaten 1952-09-11 |
| 1953 | fröken Escarpini 2               | Fröken Rosita eller Blommornas språk Federico Garcia Lorca         | Mimi Pollak         | Dramaten 1953-01-09 |
| 1953 | Katja                            | En månad på landet Ivan Turgenjev                                  | Mimi Pollak         | Dramaten 1953-05-13 |
| 1954 | tjänarinna i konungahuset        | Orestien Aischylos                                                 | Olof Molander       | Dramaten 1954-03-26 |
| 1954 | Christiane de S:te Hermine       | Förälskad i kärleken Gaston Arman de Caillavet och Robert de Flers | Mimi Pollak         | Dramaten 1954–05-07 |
| 1955 | Lina och första jungfrun         | Ett drömspel August Strindberg                                     | Olof Molander       | Dramaten 1955-02-04 |
| 1955 | Nanine                           | Kameliadamen Alexandre Dumas d.y.                                  | Stig Torsslow       | Dramaten 1955-05-06 |

## Radioteater

### Roller
| År   | Roll                            | Produktion                                 | Regi               |
| ---- | ------------------------------- | ------------------------------------------ | ------------------ |
| 1948 | Charmian, Kleopatras tärna      | Antonius och Kleopatra William Shakespeare | Alf Sjöberg        |
| 1954 | Mildred                         | Pojken med kärran Christopher Fry          | Palle Brunius      |
| 1958 | Harriet Strandell, flygvärdinna | Flyg fula fluga... Folke Mellvig           | Carl-Otto Sandgren |